# Batalla de Halidon Hill
La batalla de Halidon Hill (19 Juliol 1333) fou un dels enfrontaments lliurats durant la Segona Guerra d'Independència escocesa (1332-1357). Els anglesos s'alçaren amb la victòria en derrotar totalment les forces d'Archibald Douglas, que intentaven trencar el setge anglès sobre Berwick-upon-Tweed.

## Els desheretats
Des de la mort de John III Comyn, Senyor de Badenoch a mans del rei Robert I d'Escòcia, les intermitents guerres entre Anglaterra i Escòcia prengueren també un caire de guerra civil. El Tractat de Northampton del 1328 va posar fi a l'enfrontament entre les dues nacions, però deixava sense resoldre el greuge d'un quantiós nombre d'escocesos i anglonormands que havien col·laborat amb els anglesos i a qui el rei Robert havia desposseït de títols, propietats i terres.
El 1332, liderats per Eduard Balliol i Henry de Beaumont, aquests desheretats organitzaren un exèrcit i invadiren Escòcia per recuperar els seus privilegis, recolzats tàcitament pel rei anglès Eduard III d'Anglaterra. En una primera instància, els rebels derrotaren les forces lleials al rei en la batalla de Dupplin Moor i coronaren a Balliol com nou rei. Malgrat tot, el regnat de Balliol fou curt, doncs pocs mesos després fou emboscat i derrotat pels homes del rei David II d'Escòcia a la batalla d'Annan.
Eduard Balliol es va veure obligat a fugir de nou a Anglaterra, on va demanar ajuda al rei Eduard III a canvi de cedir-li totes les terres del sud-est d'Escòcia en cas d'aconseguir la victòria. Davant d'aquesta promesa, Eduard va reconèixer Balliol com rei d'Escòcia i es va preparar per a la guerra.

## Setge a Berwick
El 1333 la situació a la frontera entre les dues nacions era obertament tensa, amb Anglaterra preparant-se per la guerra. Archibald Douglas, guardià d'Escòcia mentre el rei David fos menor d'edat, va organitzar la defensa de la fronterera ciutat de Berwick-upon-Tweed acumulant armes i provisions, de manera que quan Balliol va avançar cap a la ciutat, aquesta estava preparada per resistir.
El rei Eduard va arribar en persona a Berwick el primer de maig després de deixar la reina consort Felipa d'Hainaut en el castell de Bamburgh. Balliol ja havia posat setge a la ciutat, cavat trinxeres i tallat el subministrament d'aigua, així com les comunicacions de la ciutat, sense ser molestat. Archibald Douglas pagaria cara la seva inactivitat, perquè en comptes de dirigir-se ràpidament en socors de la ciutat amb les tropes disponibles, va centrar-se a reunir un gran exèrcit nacional.
Amb l'arribada del rei, l'atac a la ciutat fou imminent. La defensa, dirigida per Alexander Seton, havia de resistir atacs per terra i per mar i a finals de juny es trobava ja al límit de les seves forces. Seton va demanar una treva als atacants, prometent rendir la ciutat si aquesta no havia estat alliberada per l'exèrcit escocès abans de l'11 de juliol. Els anglesos van acceptar el tracte a canvi d'ostatges, amb el fill de Seton entre ells.
Mentrestant, Douglas havia aconseguit reunir un impressionant exèrcit nacional, amb voluntaris de tots els racons d'Escòcia, però havia perdut tota iniciativa i els anglesos l'esperaven, anticipant-se als seus moviments.

## Avanç escocès
En un intent de distreure l'atenció d'Eduard, Douglas va entrar en territori anglès de Northumberland i va destruir el poblet de Tweedmouth a la vista dels anglesos, sense que aquests es moguessin de la seva posició. A més, un petit contingent d'escocesos, liderats per Sir William Keith van forçar el seu pas i entraren en l'assetjada Berwick. Douglas, considerant que tècnicament es podia considerar que havia trencat el setge, va exigir Eduard que complís el tracte i marxés, però de nou els anglesos van mantenir les seves posicions. Llavors Douglas es va dirigir cap a Bamburgh, amenaçant devastar tota Anglaterra, però Eduard sabia per Felipa que la ciutat estava ben preparada per resistir l'atac dels escocesos i no va aixecar el setge.
Al contrari, rebutjant que el petit contingent escocès que havia entrat a la ciutat fos considerat com un alliberament d'aquesta, Eduard va considerar que el terme de la treva havia expirat i que Berwick s'havia de lliurar. Com que no fou així, Eduard va ordenar que els ostatges fossin penjats davant les muralles, incloent el fill de Seton i amb l'amenaça de penjar dos ostatges més per cada dia que la ciutat no es rendís.
Seton va prometre rendir-se el 20 de juliol. Douglas, que no havia assolit absolutament res als peus de Bamburgh, va tornar en socors de la ciutat, tal com Eduard esperava.

## Halidon Hill
Eduard es va situar en un turó conegut com a Halidon Hill, dues milles al nord-oest de Berwick i amb una excel·lent visió dels voltants. Des d'aquí podia veure i interceptar qualsevol intent de Douglas d'apropar-se a la ciutat. Aquest, doncs, es va veure obligat a travessar el riu Tweed, arribar fins al poble de Duns i dirigir-se cap Halidon des del nord-oest, oferint batalla en el territori escollit per l'enemic, en una decisió que resultaria catastròfica.
L'avanç escocès fou detectat immediatament per Henry de Beaumont, conseller del rei, i l'exèrcit anglès es va preparar en formació de batalla, dividint les tropes en tres seccions d'infanteria, homes d'armes i cavallers, tots a peu. L'ala esquerra liderada per Balliol; el centre pel rei i l'esquerra per Thomas de Brotherton. Als costats de cada secció hi havia contingents d'arquers en formació de falca i lleugerament avançats per treure més profit del foc creuat.
Douglas també va dividir les tropes en tres seccions, adoptant la formació de falanges. Ell mateix liderava l'esquerra, Robert II d'Escòcia, futur rei, en el centre i John Randolph la dreta. Per arribar fins a les posicions angleses, aquestes falanges havien de creuar uns aiguamolls i després pujar turó amunt, exposats als arquers. Els llancers escocesos havien provat anteriorment ser molt útils contra la cavalleria, però res podien fer contra la pluja de fletxes angleses. Malgrat tot, Douglas no va retirar-se, doncs això significava perdre Berwick.

## Batalla
Només posar els peus en els aiguamolls, els escocesos van rebre la primera pluja de fletxes, que va continuar ja sense descans. Les falanges es mogueren molt lentament fins a arribar al turó, tan compactes que pels arquers era gairebé impossible errar el tret. Les baixes foren molt nombroses fins i tot abans de començar a pujar el turó, on els supervivents avançaren directament contra les llances angleses.
La falange de Moray fou la primera a topar contra l'enemic, amb la secció comandada per Balliol i fou rebutjada abans fins i tot que les altres dues seccions entressin en contacte amb els anglesos. La formació es va trencar i el pànic es va apoderar dels homes, que començaren a fugir turó avall. L'honor fou salvat pel senyor de Ross, qui va lluitar fins a la mort amb els seus highlanders protegint la rereguarda.
Amb Ross mort, els cavallers anglesos cavalcaren en persecució de l'enemic. Douglas caigué mort, juntament amb molts altres nobles i senyors.
L'endemà, Berwick es rendia.

## Fets posteriors
Les notícies de la batalla tingueren un efecte devastador en terres d'Escòcia, mentre que eren rebudes amb joia i alegria a Anglaterra, doncs era la primera victòria important assolida en anys. La majoria de nobles i cabdills escocesos havien mort en la batalla, deixant el país sense lideratge. Balliol va avançar triomfant cap al nord, on va restablir totes les terres i propietats als "desheretats", revocant totes les ordres i reestructuracions territorials de Robert Bruce.
Al fer-ho, però, va generar una nova generació d'escocesos descontents, assegurant així la perduració del conflicte.